# 深見亮介
深見 亮介（ふかみ りょうすけ、1956年8月20日 - ）は、日本の俳優である。旧芸名及び本名：深見 博（ふかみ ひろし）。ロットスタッフ所属。

## 来歴
福岡県小倉市（現:北九州市小倉南区）出身。日本大学藝術学部放送学科在学中に俳優デビューする。以降映画・テレビ・舞台と幅広く活躍中。北九州市観光大使でもある。

## 出演

### テレビドラマ
- ザ・スーパーガール （東京12チャンネル / 東映）
  - 第10話「売春殺し・危うし警部」（1979年）
  - 第28話「集団売春 地獄の密猟ルート」（1979年） - 吉井
  - 第43話「トルコ嬢殺人事件」（1980年）
- 探偵物語 第2話「サーフシティブルース」（1979年、日本テレビ）
- 家路PART2（1979年11月14日〜1980年2月6日、TBS）- 郷ひろみの同級生
- 裸の大将放浪記 第2話「欲張りの人も沢山いるので」（1980年、KTV）- 子分
- 翔んだカップル（1980年 - 1981年、フジテレビ）- キツネ ※レギュラー出演
- Gメン'75（TBS / 東映） 
  - 第305話「ノーパン喫茶殺人事件」（1981年） - 内藤（ヤクザの子分）
  - 第340話 「闇に囁く連続女性殺人鬼」（1981年）−第３現場の犯人
  - 第352話「野良犬コロの殺人」（1982年）−酒巻健
- プロハンター 第5話「サタデー・ナイト・スペシャル」（1981年、日本テレビ / セントラル・アーツ）
- 秘密のデカちゃん 第19話（1981年、TBS / 大映テレビ） - チンピラ（黒ネクタイ）
- 特捜最前線（テレビ朝日 / 東映）
  - 第224話「ネックレスをした老刑事!」（1981年）
  - 第382話「殺意が配達された朝!」（1984年）
- 西部警察シリーズ（テレビ朝日 / 石原プロモーション）
  - 西部警察
    - 第88話「バスジャック」（1981年） - 坂本(弟)
    - 第97話「第41雑居房」（1981年） - 森岡(弟)
    - 第107話「暴走トラック炎上!」（1981年） - 橋本
    - 第115話「ミクロの標的」（1982年） - 佐々木ジュン

  - 西部警察 PART-II
    - 第15話「ニューフェイス!! 西部機動軍団」（1982年） - ダンプ泥棒（黄シャツ）
    - 第33話「鑑識ナンバー 106」(1983年) - 安田の刑務所仲間 役
- 突然の明日（1981年、TBS） - 角田   ※レギュラー出演
- おんな太閤記（1981年、NHK大河ドラマ）‐ 結城秀康
- 宇宙刑事ギャバン 第26話「人形は見た!! 毒ガス殺人部隊の正体」（1982年、テレビ朝日 / 東映） - 坂田
- 太陽にほえろ! 第583話「三人の未亡人」（1983年、日本テレビ / 東宝）
- 人妻捜査官 最終話「疑惑!?女刑事が刺された教会」（1984年、朝日放送 / テレパック）
- 勝手に!カミタマン 第1話「ギョ!お湯から神様」（1985年、CX / 東映） - 番長
- あぶない刑事 第12話「衝動」（1986年、日本テレビ / セントラル・アーツ） - 密売人のジョー
- あぶない刑事・リターンズ
- さすらい刑事旅情編
- はみだし刑事情熱系

PART2第12話「盲導犬は見た！殺人トリックと娘の涙」（1998年1月7日） - 佐川康夫
- はみだし弁護士・巽志郎
- 鬼平犯科帳 第5シリーズ 第11話「隠し子」（1994年、フジテレビ / 松竹）
- 3番テーブルの客（1996年、フジテレビ）
- 月曜ドラマスペシャル「和服デザイナー探偵1」奥飛騨平家伝説殺人事件（1997年、TBS）
- 御家人斬九郎 第3シリーズ 第4話「三十六人斬り」（1997年、フジテレビ / 映像京都） - 音次
- 銭形平次
- 剣客商売 第1シリーズ 第9話「天魔」（1998年、フジテレビ / 松竹） - 弥惣次 役
- 土曜ワイド劇場（テレビ朝日）
  - 「タクシードライバーの推理日誌」（1998年 〜）- ※ 毎回違う配役で5本に出演
  - 「牟田刑事官事件ファイル31」（2004年） - 川俣通
  - 「神父・草場一平の推理1」殺意の祈り（2004年）
  - 「ショカツの女〜新宿西署・刑事課強行犯係1」（2007年） - 山根院長
- 可愛いだけじゃダメかしら? 第8話（1999年3月1日、テレビ朝日） - 郵便配達員
- 月曜ドラマスペシャル
  - 「探偵 左文字進」（1999年）
  - 「悪霊島」（1999年） - 青木修三
- 月曜ミステリー劇場（TBS）
  - 流れ星お銀!事件解決いたします2（2001年） - 谷修三
  - 弁護士・迫まり子の遺言作成ファイル4（2002年）
  - 「ムコ入り刑事 高山家・明の事件ファイル」（2003年） - 安田和也
  - 「探偵 左文字進8」鶴富姫伝説の殺意（2003年）
- 特命係長 只野仁 第5話 - 立花
- 金曜エンタテイメント
  - 「所轄刑事4」（2004年）
  - 「赤い霊柩車シリーズ20」（2005年） - 田所安雄
- 月曜ゴールデン（TBS）
  - 離婚妻探偵（2006年11月27日） - よっぱらい
  - 森村誠一サスペンス 時（2008年）
- 水曜ミステリー9
  - 「さすらい署長 風間昭平5」（2006年） - 岡崎恒雄
- 金曜プレステージ
  - 「浅見光彦シリーズ27」（2007年） - 下井編集長
  - 「日向夢子調停委員事件簿5」（2008年） - 猪熊強
- 鬼嫁日記 いい湯だな（2007年） - レギュラー たい焼きの主人
- ロト6で3億2千万円当てた男（2008年、テレビ朝日）
- サラリーマン金太郎スペシャル
- 連続テレビ小説 ゲゲゲの女房（2010年、NHK）
- MM9-MONSTER MAGNITUDE-（エム・エム・ナイン）（2010年）
- 水戸黄門 第42部 第14話 （2010年） - 辰次
- 水戸黄門スペシャル
- リバースエッジ 大川端探偵社 第10話（2014年、テレビ東京） - 青田
- 警視庁捜査一課9係 season11 第7話（2016年5月、テレビ朝日 / 東映） - カメラ屋主人
- 絶対零度〜未然犯罪潜入捜査〜 第1話（2020年1月6日、フジテレビ） - 垣内浩二
- レッドアイズ監視捜査班 第1話、最終話（2021年1月23日・3月27日、日本テレビ） - ヤクザの組長
- CODE-願いの代償- 第1話（2023年7月2日、読売テレビ・日本テレビ） - 岡山恵三 役

### 映画
- 嗚呼!!花の応援団 （1976年）
- 嗚呼!!花の応援団 役者やのォー （1976年）
- 嗚呼!!花の応援団 男涙の親衛隊 （1977年）
- 人妻集団暴行致死事件 （1978年）
- 帰らざる日々 （1978年）
- 九月の空（1978年）
- 十代 恵子の場合（1979年）
- むちむちネオン街　私たべごろ（1979年）
- スーパーGUNレディ ワニ分署（1979年）
- 不良少年（1980年）
- ヒロシマのたたかい　はだしのゲンPART3（1980年）
- 女高生 夏ひらく唇 （1980年）
- 太陽のきずあと（1981年）
- 聖子の太股 ザ・チアガール（1982年）
- キャバレー日記(1982年、根岸吉太郎監督)
- 少女暴行事件　赤い靴（1983年）
- 宇能鴻一郎の濡れて学ぶ（1983年）
- 白衣物語 淫す！（1984年）
- 美少女プロレス 失神10秒前（1984年、那須博之監督）
- 夕ぐれ族（1984年）
- 刺青（1984年）
- 白昼の女狩り (1984年)
- タンポポ （1985年、伊丹十三監督）
- 最後の博徒 （1985年、東映）
- Apartment Fantasy めぞん一刻 （1986年、東映）
- ふ・し・ぎ・なBABY（1988年）
- 3-4X10月（1990年、北野武監督）
- これがシノギや！（1994年）
- デコトラの鷲（しゅう）其の五 火の国熊本親子特急便 （2008年）
- ぴっぱらん!!（2024年）[1]

### オリジナルビデオ
- 大攻略 究極のランプ打法 (1997年)

### 舞台
- 天使になったドラキュラ（三越ロイヤルシアター）
- 忘八（博品館劇場）
- G&Gアクターズファクトリプロデュース公演vol.1「フロームザムーンライト」(ザムザ阿佐ヶ谷)
- G&Gアクターズファクトリプロデュース公演vol.2「雨に咲く花」（笹塚ファクトリー）
- カラフル企画Vol.1「いいだせなくて」（2009年4月1日 - 14日・SPACE107、4月18日・長崎NBCビデオホール、4月20-21日・サンメッセ鳥栖大ホール）
- G&Gアクターズファクトリープロデュース公演 vol.3「夏草〜夜明けを待ちながら〜」（2011年10月26日-30日、赤坂レッドシアター）
- G&Gアクターズファクトリープロデュース公演 vol.4「雨に咲く花2012〜忘れ去られる物たち〜」（2012年9月1日 - 9日、荻窪かいホール）
- 劇団きみにほ 旗揚げ公演、第一回プロデュース作品「鉄道員 ぽっぽや」（2013年2月7日 - 10日、日本橋公会堂）
- 劇団たいしゅう小説家公演「げんせんじゃー！」（2014年7月30日〜8月3日）
- G&Gアクターズファクトリープロデュース公演　vol.5「吾木香」（2015年11月25日〜11月30日、八幡山ワーサルシアター）
- 劇団たいしゅう小説家公演「迷探亭小南③ハワイから来た女」(2016年5月4日〜5月8日)
- 東京ハイビーム・四谷天窓提携企画ロングラン公演『私を殺して...』(2017年7月 - 10月、脚本：イ・フンクック、脚色.演出：吉村ゆう) - 訪問者役（藤村直樹・栂村年宣・キムセイルとクワトロキャスト）
- 劇団たいしゅう小説家present's「菜々絵の探偵物語IV」（2024年3月20日 - 24日、萬劇場）[2]
- 宮下涼太プロデュースCard Case「お父さんと漫才」（2024年11月22日 - 24日、高田馬場ラビネスト / 11月30日 - 12月1日、深谷市民文化会館 小ホール）[3]